# Broń masowego rażenia
Broń masowego rażenia, broń masowej zagłady (BMR, BMZ) – współczesne środki walki przeznaczone do rażenia organizmów żywych i częściowo sprzętu bojowego na ogromną (masową – stąd nazwa) skalę, tzn. na wielkich obszarach. Stosowany jest skrótowiec: broń ABC (od pierwszych liter: atomowa, biologiczna, chemiczna) lub broń NBC (nuklearna, biologiczna, chemiczna).

## Rodzaje broni masowej zagłady
Rodzaje broni ABC to:
- broń jądrowa, zwana też atomową lub nuklearną
- broń biologiczna
- broń chemiczna
- broń radiologiczna
- toksyczne środki przemysłowe
- broń geofizyczna[2]